# Наварино (Вісконсин)
Наварино (англ. Navarino) — місто (англ. town) в США, в окрузі Шавано штату Вісконсин. Населення — 413 особи (2020).

## Демографія
Згідно з переписом 2010 року, у місті мешкало 446 осіб у 194 домогосподарствах у складі 131 родини. Було 217 помешкань
Расовий склад населення:
| - 95,7 % — білих - 1,6 % — корінних американців |

До двох чи більше рас належало 1,8 %. Частка іспаномовних становила 1,6 % від усіх жителів.
За віковим діапазоном населення розподілялося таким чином: 19,7 % — особи молодші 18 років, 66,4 % — особи у віці 18—64 років, 13,9 % — особи у віці 65 років та старші. Медіана віку мешканця становила 47,0 року. На 100 осіб жіночої статі у місті припадало 117,6 чоловіків;  на 100 жінок у віці від 18 років та старших — 102,3 чоловіків також старших 18 років.
Середній дохід на одне домашнє господарство  становив 64 200 доларів США (медіана — 57 750), а середній дохід на одну сім'ю — 73 388 доларів (медіана — 63 295). Медіана доходів становила 45 000 доларів для чоловіків та 43 295 доларів для жінок. За межею бідності перебувало 5,0 % осіб, у тому числі 1,3 % дітей у віці до 18 років та 10,2 % осіб у віці 65 років та старших.
Цивільне працевлаштоване населення становило 237 осіб. Основні галузі зайнятості: виробництво — 24,5 %, освіта, охорона здоров'я та соціальна допомога — 11,4 %, будівництво — 11,4 %.